# Gladiolus geardii
Gladiolus geardii är en irisväxtart som beskrevs av Harriet Margaret Louisa Bolus. Gladiolus geardii ingår i släktet sabelliljor, och familjen irisväxter. Inga underarter finns listade i Catalogue of Life.